# Organ
organ（オルガン）はDrop'sが４人体制となってから初めてリリースしたミニ・アルバム。
2018年12月21日にベルウッド・レコードから発売された。

## 解説
- 前作から約2年半ぶりに制作されたミニアルバム。
- 4人体制となってから，初めてスタジオレコーディングされた作品。
- 収録曲は、冬をイメージして選曲された。
- リード曲『Cinderella』は、作曲家・多保孝一からの提案で、初めて共同制作した楽曲。[1]
- ジャケットデザインは、れもんらいふの千原徹也。

## 収録曲
| CD       |                            |                                                   |          | |
| トラック | タイトル                   | クレジット                                        | 再生時間 | 備考 |
| 01       | Cinderella                 | 作詞：中野ミホ・多保孝一 作曲：中野ミホ・多保孝一 | 3:52     | 共同制作＆プロデュース：多保孝一 ミックス：Chris Potter 録音エンジニア：瀧田二朗 ドラムテック：和田元気                                 |
| 02       | 新しい季節                 | 作詞・作曲：中野ミホ                              | 3:34     | |
| 03       | Cookie                     | 作詞・作曲：中野ミホ                              | 3:46     | |
| 04       | こわして                   | 作詞・作曲：中野ミホ                              | 4:15     | |
| 05       | ふたりの冬                 | 作詞・作曲：中野ミホ                              | 5:03     | |
| 06       | 冬のごほうび〜恋もごほうび | 作詞：高崎卓馬・真田敦 作曲：永野亮               | 3:03     | 中野ミホが歌唱していた2016-17，2017-18年 冬のJR東日本 「行くぜ、東北。SPECIAL 冬のごほうび」CM曲を フルバージョンにした、バンド演奏ver. |